# Бором, Ларри
Ларри Бором (англ. Larry Borom; 30 марта 1999, Детройт, Мичиган) — профессиональный американский футболист, выступающий на позиции тэкла нападения в клубе НФЛ «Чикаго Беарс». На студенческом уровне играл за команду Миссурийского университета. На драфте НФЛ 2021 года был выбран в пятом раунде.

## Биография
Ларри Бором родился 30 марта 1999 года в Детройте. Учился в частной католической школе имени брата Эдмунда Райса. Играл линейным нападения в составе школьной команды, занимался баскетболом. Входил в десятку лучших футболистов округа Окленд. В 2017 году окончил школу и поступил в Миссурийский университет.

### Любительская карьера
Сезон 2017 года Бором провёл в статусе освобождённого игрока, не участвуя в официальных матчах команды. В турнире NCAA он дебютировал в 2018 году, приняв участие в тринадцати играх. На поле он выходил как запасной правый тэкл и в составе специальных команд при пробитии филд-голов. В 2019 году Бором стал одним из стартовых линейных «Тайгерс», сыграв двенадцать матчей на позициях правого тэкла и левого гарда.
В сокращённом из-за пандемии COVID-19 сезоне 2020 года он провёл в основном составе все восемь игр, действуя на месте правого тэкла. По итогам турнира издание Pro Football Focus включило его в состав второй сборной звёзд конференции SEC, с оценкой 84,5 балла он стал лучшим тэклом конференции по действиям на защите паса.

### Профессиональная карьера
Перед драфтом НФЛ 2021 года аналитик издания Bleacher Report Брэндон Торн к сильным сторонам игрока относил его телосложение, высокую скорость работы ног, способность противостоять защитникам, действующим в силовой манере, умение эффективно взаимодействовать с гардом. Среди недостатков Борома назывались сложности в игре против скоростных пас-рашеров и противодействии двойным блокам, ограниченная подвижность, технические ошибки в игре руками, заметная разница в стойке, позволяющая сопернику понять его намерения. Торн прогнозировал ему выбор в шестом раунде.
На драфте Бором был выбран «Чикаго Беарс» в пятом раунде под общим 151-м номером. В июне 2021 года он подписал с клубом четырёхлетний контракт. Дебютный сезон в НФЛ он начал в роли запасного тэкла нападения, но дебютировал уже на первой неделе регулярного чемпионата. В том же матче Бором пропустил травму и пропустил около двух месяцев. В состав «Беарс» он вернулся на восьмой неделе сезона. По ходу чемпионата он успешно заменил в стартовом составе правого тэкла Джермейна Ифеди, а также провёл две игры слева. Сыграв в десяти матчах, Бором провёл на поле 633 розыгрыша, допустив четыре нарушения правил и пять сэков.
Сезон 2022 года Бором начал основным правым тэклом команды. На седьмой неделе регулярного чемпионата он получил сотрясение мозга, после чего его место занял ветеран Райли Риф. После возвращения в строй, тренерский штаб использовал его на месте правого гарда. Всего Бором сыграл в одиннадцати матчах, пропустив пять сэков и допустив два нарушения правил.